# Logopèdia
La logopèdia és la professió especialitzada en els processos de la comunicació humana i de la deglució. El logopeda és el professional especialitzat en l'estudi, la prevenció, l'avaluació, el diagnòstic i el tractament de les dificultats de la comunicació i de la deglució en adults i en nens. Les dificultats comunicatives inclouen problemes de veu i de parla, de llenguatge verbal, oral i escrit, de llenguatge no verbal i de pragmàtica, és a dir, de l'ús de llenguatge.
El mot logopèdia prové del grec logos, que etimològicament significa logo (paraula) i paideia (educació). La logopèdia s'ocupa no només de la paraula dita i escoltada, sinó també del llenguatge. Tracta de l'articulació dels sons i la veu que fa possible la parla, i s'ocupa de la recepció dels sons i la seva audibilitat. Del llenguatge, n’estudia el processament, la comprensió i l'expressió oral i escrita.
La comunicació no verbal també és matèria d'estudi dels logopedes.
La logopèdia és un àmbit de coneixement que es dedica a l'estudi científic dels trastorns del llenguatge i de la comunicació per a la seva prevenció, la seva avaluació diagnòstica i el seu tractament. El professional logopeda analitza el domini del llenguatge, la seva adquisició, els comportaments lingüístics fora de la norma i la competència comunicativa del parlant. Analitza i actua sobre l'expressió i la comprensió del llenguatge.

## Orígens de la logopèdia
Des de l'àmbit de la filosofia, és necessari que es remeti al mot logos, que refereix a “allò que l'home parla”. És a dir, la veu que emetem els humans i amb la qual expressem les nostres experiències, desigs, pensaments, per fer-nos entendre pels altres.
Per al filòsof Descartes, la raó, el pensament i el llenguatge són el que diferencia els homes dels animals, i el cervell humà té la facultat d'impulsar energia i vitalitat al cos.
Des de l'àmbit científic han hagut de passar molts anys perquè la medicina hagi pogut relacionar l'hemisferi esquerre i el llenguatge. Això va succeir al llarg del segle xix. El metge francès Marc Dax (1836) estableix l'hemisferi esquerre com a responsable de la pèrdua del llenguatge. Són els metges Broca i Wernicke els qui van delimitar dues àrees cerebrals que estan implicades en l'expressió i la comprensió del llenguatge.
Des de l'àmbit de la psicologia s'han de considerar les aportacions de Piaget i Vigotsky. Els dos psicòlegs perceben la relació entre pensament i llenguatge de diferent manera. Piaget (1896-1980) se centra bàsicament en la psicologia evolutiva, en el desenvolupament de les persones des de la infància fins a l'edat adulta. Creu que el pensament és anterior al llenguatge, és a dir, que el llenguatge és conseqüència del pensament.
Per a Vigotsky (1986-1934), pensament i llenguatge tenen orígens diferents. Pensa que primer hi ha intel·ligència sense llenguatge, i després el llenguatge i la intel·ligència es troben i el pensament es pot verbalitzar a través del llenguatge.
Finalment s'ha de citar Lacan (1901-1980), que és un psicoanalista que planteja que l'inconscient està estructurat com un llenguatge.

## Perfil del logopeda

### Formació bàsica
Al llarg dels anys, la capacitació del logopeda ha passat de ser una formació complementària per a psicòlegs, pedagogs, mestres o foniatres a ser una disciplina que té entitat per ella mateixa i té un reconeixement de grau.
El logopeda ha de tenir formació en diverses ciències biomèdiques per conèixer les bases biològiques de la parla i el llenguatge. Ha de disposar d'informació sobre l'anatomia i la fisiologia de l'aparell auditiu i bucofonador i tenir coneixements sobre neurologia, pediatria, psiquiatria, ortodòncia i geriatria. També és important que conegui les diverses ciències del llenguatge, és a dir, de la lingüística: fonètica, fonologia, semàntica, lexicologia, morfosintaxi i pragmàtica. Tot plegat li donarà la base per poder intervenir en diverses patologies de la parla, el llenguatge i la comunicació, com poden ser els trastorns evolutius de la parla i el llenguatge, els trastorns de la veu, l'afàsia, la disàrtria, els trastorns que tenen origen en patologies de l'audició, aquells que venen donats per problemes relacionats amb la paràlisi cerebral o aquelles dificultats que impedeixen els infants tenir un accés fluid a la lectura i a l'escriptura.

### Funció i objectius
Les funcions més evidents són les d'avaluar, diagnosticar, pronosticar i rehabilitar els trastorns de la parla, el llenguatge i la comunicació.
Però, a la vegada, també té una tasca molt important de prevenció. El més important és que el logopeda, per poder fer una bona avaluació del llenguatge, necessita poder fer una exploració clínica exhaustiva i poder disposar dels resultats de diversos exàmens complementaris per valorar aspectes auditius, neurològics, psicològics i pedagògics.

### Àmbits d'actuació
El logopeda pot atendre pacients amb diverses patologies i també les seves famílies durant les diferents etapes evolutives, des d'infants fins a persones d'edat avançada. És imprescindible que tingui en compte, no només els factors tècnics, sinó també el vessant personal i social de la persona atesa. Com a terapeuta estableix una relació d'acompanyament i ajuda al seu pacient, i és per això que cal considerar la persona atesa en tota la seva totalitat, anant més enllà de la simptomatologia. Els logopedes poden dur a terme la seva feina individualment o formant part d'equips multidisciplinaris. És imprescindible, també, que el logopeda pugui col·laborar amb altres professionals de diverses àrees científiques, com la psicologia, la medicina, la lingüística o la pedagogia. La relació entre diverses disciplines permetrà una millor i més completa comprensió de la dificultat de la parla, llenguatge o comunicació de la persona a qui atén el logopeda.

## Intervenció logopèdica
Existeixen molts indicadors pels quals un nen o nena ha de ser sotmès a tractaments logopèdics, i aquests en són alguns exemples:
- Que no s'entengui quan el nen parla.
- Que amb freqüència el nen o la nena es “mengi sons” o n’agregui d'altres.
- Que respiri amb la boca oberta.
- Que tingui dificultats per pronunciar algun so.
- Que es trobi afònic amb freqüència.
- Que manifesti que no escolta bé.
- Que no parli o parli molt poc.
- Que presenti canvis molt dràstics en la veu.
- Que presenta un endarreriment general en el desenvolupament del llenguatge.
- Que es descentra amb facilitat davant de qualsevol situació de la vida diària.
- Que presenti dificultats a l'hora d'escriure o llegir correctament.

El logopeda diagnostica i orienta a partir de consells genèrics. El primer que cal fer és una avaluació inicial per poder arribar a un diagnòstic, que ajudarà a definir el pronòstic i concretar els objectius a curt i mitjà termini.
La intervenció del logopeda pot ser pertinent quan hi ha un retard, una alteració o un trastorn en l'àrea de comunicació, el llenguatge o parla, però no és fàcil posar la línia divisòria entre aquests tres termes.
Cal que estableixin una bona relació, una relació d'empatia, és necessari que el pacient entengui i confiï que el treball que duran a terme junts donarà resultat.
La durada de les reeducacions varien, però la reeducació necessita temps, en el sentit que no es pot pretendre resoldre el problema d'un dia per l'altre.

## Trastorns del llenguatge

### Trastorns de la parla

#### Dislàlia
La dislàlia és una alteració de la parla que es manifesta amb errors que alteren la paraula en la seva producció. S'altera l'articulació dels fonemes. La incapacitat per a la producció es pot donar en un sol fonema (per exemple “r”) o en un grup de fonemes (consonant + “r”).
Aquest so pot ser percebut de forma correcta, però la persona no el produeix ni per imitació, ni en la parla espontània, ni aïlladament. La incorrecció perdura i es pot produir sempre de la mateixa manera, és estable. Els motius d'aquesta mala pronunciació poden ser per funció alterada dels òrgans articulatoris, que fan moviments incorrectes o mal coordinats.

#### Disglòssia
La disglòssia És la dificultat de la producció oral causada per alteracions anatòmiques i/o fisiològiques dels òrgans articulatoris perifèrics amb origen no neurològic central. Hi ha diverses causes que poden justificar una disglòssia: el llavi leporí, el fre lingual curt, les anomalies dentàries, la paràlisi lingual, la macroglòssia, la fissura palatina o la rinolàlia.

#### Disfèmia
La disfèmia o quequesa és la interrupció de la fluïdesa de la parla, que afecta la comunicació i va acompanyada de tensió muscular. Es manifesta per la repetició de sons, síl·labes, de bloqueig en iniciar el discurs narratiu, de tensió de la cara, tancant i obrint els ulls. La causa no és clara. Està acceptat que hi ha un predisposició genètica i que hi intervenen molts factors: biològics, psicològics, neurològics, emocionals i socials.

#### Disàrtria
La disàrtria és un trastorn de l'expressió verbal a causa d'una alteració en el control muscular dels mecanismes de la parla. Afecta moviments voluntaris i involuntaris. Es pot donar quan hi ha disfuncions motores de la respiració, la fonació, la ressonància, l'articulació i la prosòdia.

### Trastorns de la veu

#### Disfonia
La disfonia és una alteració de la veu en cadascuna de les seves qualitats (intensitat, to i timbre). La causa pot ser un trastorn de la fonació a causa de canvis en les cordes vocals per problemes orgànics (pòlips o nòduls) o per problemes funcionals de l'aparell bucofonador, com l'alteració de la vibració de les estructures de la laringe. Hi ha disfonies que duren uns dies i d'altres que es fan persistents per un mal ús de la veu.

#### Afonia
L'afonia És la pèrdua total de la veu.
Causes:
- Malalties de l'aparell respiratori: laringitis o faringitis.
- Mals usos de la veu: forçar massa la veu.
- Ingestió de productes tòxics o irritants: fumar, l'alcohol, etc.
- Causes nervioses: una veu afònica, o amb un timbre o intensitat diferent pot aparèixer en certs casos de nerviosisme.
- Manipulacions de la laringe: certes operacions o procediments mèdics com una operació de pòlips, poden produir afonies o canvis de la veu.
- Fred excessiu: el contacte del fred amb la gola.

### Trastorns del llenguatge

#### Retard de parla
És una alteració en el desenvolupament de l'adquisició de la parla que fa que aquesta sigui força inintel·ligible. Hi ha un desajust entre l'evolució de les competències fonètiques i fonològiques i el conjunt de les altres capacitats lingüístiques. Suposa poca habilitat en el domini de la parla, tot i que pot haver-hi bona comprensió del llenguatge. La fonètica i la fonologia són dues disciplines lingüístiques complementàries, que estan relacionades amb el retard de parla.

#### Retard del llenguatge
És un retard en l'aparició o en el desenvolupament de tots els nivells del llenguatge (fonològic, morfosintàctic, semàntic i pragmàtic), que afecta sobretot a l'expressió i, en menor mesura, a la comprensió. L'aparició del llenguatge i l'expressió és més tardana de l'habitual.

#### Trastorn específic del llenguatge (TEL)
És un trastorn del llenguatge d'etiologia diversa i sovint desconeguda, que es manifesta en disfuncions lingüístiques vàries.
El trastorn específic del llenguatge fa referència a un conjunt de dificultats innates, persistents i específiques per a l'adquisició i maneig del codi lingüístic.
El llenguatge sorgeix amb retard i ho fa amb marcades distorsions que el diferencien del retard simple del llenguatge, i són persistents perquè, o bé acompanya permanentment al nen al llarg de tota la seva vida, o en casos de menor gravetat, després d'una intervenció logopèdica, l'afectació del llenguatge pot manifestar-se amb dificultats en la construcció del discurs complex o interferint en l'adquisició del procés de lectura i escriptura.

#### Afàsia
L'afàsia És un trastorn cerebral caracteritzat per la pèrdua més o menys exclusiva de la producció i/o comprensió del llenguatge parlat o escrit, o d'ambdós, sense lesions en l'aparell de la fonació ni malalties psíquiques. El seu origen és divers. Per lesió vascular, traumàtica, per l'existència d'un tumor, per un accident cerebrovascular, una infecció cerebral o una neoplàsia.
L'expressió no és fluida, hi ha molta dificultat per articular els mots, les frases tenen una sintaxi alterada i hi ha problemes per accedir a trobar les paraules que assignen el nom a les coses. La comprensió està força preservada. Aparentment pot semblar que no han sentit bé el que els diuen i el que passa és que hi ha un greu problema de comprensió. Aquests pacients parlen molt i de manera fluida, tot i que els discurs pot semblar poc coherent perquè no tenen en compte l'interlocutor.

## Logopedes coneguts
Annie Anzieu